# Beste Zangers
Beste Zangers (ehem. De beste zangers van Nederland) ist eine Fernsehshow der niederländischen öffentlich-rechtlichen Rundfunkgesellschaft AVROTROS (bis 2014 TROS). Der Moderator lädt mehrere bekannte Musiker ein, und jeder von ihnen wählt Stücke aus dem eigenen Repertoire aus, die dann von den anderen interpretiert werden. Am Ende bewertet der Originalinterpret die Coverversionen der anderen.
Die erste Staffel im Sommer 2009 wurde von Edsilia Rombley geleitet, die folgenden beiden von Victor Reinier, die Staffeln von 2012 bis 2019 von Jan Smit und 2020 von Nick & Simon.
Das Format wurde europaweit populär, auch die deutsche Sendung Sing meinen Song – Das Tauschkonzert basiert darauf.

## Staffeln
| Stf. | Start    | Ende          | Moderation      | Teilnehmer | Drehort         | Gewinner                            |
| ---- | -------- | ------------- | --------------- | --- | --------------- | ----------------------------------- |
| 01   | 5. Juli  | 30. Aug. 2009 | Edsilia Rombley | Henk Westbroek, Gordon, Albert West, Danny de Munk, Nick Schilder, Simon Keizer und Thomas Berge                               | Ibiza           | Simon Keizer                        |
| 02   | 18. Juli | 16. Sep. 2010 | Victor Reinier  | Frans Bauer, Frans Duijts, Jamai Loman, Jan Dulles, Jeroen van der Boom, René Froger und Syb van der Ploeg                     | Ibiza           | Jamai                               |
| 03   | 19. März | 7. Mai 2011   | Victor Reinier  | Xander de Buisonjé, Lange Frans, Wolter Kroes, Anita Meyer, Glennis Grace, Peter Koelewijn, George Baker und Do                | Süd- frankreich | Anita Meyer                         |
| 04   | 2. Mai   | 13. Juni 2012 | Jan Smit        | Gerard Joling, Ruth Jacott, Berget Lewis, Nikki Kerkhof, Peter Beense, Freek Bartels und Yes-R                                 | Ibiza           | Berget Lewis                        |
| 05   | 5. Jan.  | 16. Feb. 2013 | Jan Smit        | Simone Kleinsma, Charly Luske, Rob de Nijs, Angela Groothuizen, Tim Douwsma, Bastiaan Ragas und Raffaëla Paton                 | Ibiza           | Rafaëlla Paton                      |
| 06   | 7. Mai   | 2. Juli 2014  | Jan Smit        | Niels Geusebroek, Lisa Lois, Sabrina Starke, Jack Poels, Ben Saunders, Mattanja Joy Bradley, Leona Philippo und Dave von Raven | Ibiza           | Sabrina Starke                      |
| 07   | 28. Sep. | 2. Nov. 2014  | Jan Smit        | René Froger, André Hazes jr., Monique Klemann, Xander de Buisonjé, Carolina Dijkhuizen und Edsilia Rombley                     | Ibiza           | André Hazes jr.                     |
| 08   | 13. Juni | 25. Juli 2015 | Jan Smit        | Jan Keizer, Anouk Maas, Frans Duijts, Lange Frans, Martin Buitenhuis, Julia Zahra und Do                                       | Ibiza           | Julia Zahra und Frans Duijts        |
| 09   | 21. Mai  | 30. Juli 2016 | Jan Smit        | René van Kooten, Willeke Alberti, Brownie Dutch, Sharon Doorson, O’G3NE und Jeroen van der Boom                                | Ibiza           | Willeke Alberti                     |
| 10   | 20. Mai  | 22. Juli 2017 | Jan Smit        | Anita Meyer, Brace, Kenny B, Maan, Tommie Christiaan, Tania Kross und Dennie Christian                                         | Ibiza           | Anita Meyer und Tania Kross         |
| 11   | 1. Sep.  | 27. Okt. 2018 | Jan Smit        | Lee Towers, Trijntje Oosterhuis, Alain Clark, Tino Martin, Glen Faria, Maria Fiselier und Davina Michelle                      | Ibiza           | Lee Towers und Trijntje Oosterhuis  |
| 12   | 24. Aug. | 12. Okt. 2019 | Jan Smit        | Emma Heesters, Floor Jansen, Henk Poort, Rolf Sanchez, Ruben Annink, Samantha Steenwijk und Tim Akkerman                       | Ibiza           | Samantha Steenwijk und Rolf Sanchez |
| 13   | 3. Sep.  | 29. Okt. 2020 | Nick & Simon    | Suzan & Freek, Sanne Hans, Tabitha, Wulf, Milow, Diggy Dex und Stef Bos                                                        | Ibiza           | Stef Bos                            |
| 14   | 2. Sep.  | 28. Okt. 2021 | Jan Smit        | Alides Hidding, Anneke van Giersbergen, Belle Pérez, Bökkers, Joe Buck, Karsu und Roel van Velzen                              | Limburg         | Bökkers und Roel van Velzen         |
| 15   | 11. Aug. | 29. Sep. 2022 | Jan Smit        | Blanks, Claudia de Breij, Ferdi Bolland, Jaap Reesema, Nielson, Roxeanne Hazes und Sarita Lorena                               | Sevilla         |                                     |
| 16   | 2. Sep.  | 21. Okt. 2023 | Jan Smit        | Douwe Bob, Duncan Laurence, Marco Bakker, Meau, Melanie Jonk, Nick Schilder und Numidia                                        | Sevilla         |                                     |
| 17   | 14. Sep. | 2. Nov. 2024  | Jan Smit        | Rikki Borgelt, Hannah Mae, Tangarine, Matthijn Buwalda, Karin Bloemen, Sera und Claude                                         | Sevilla         |                                     |

## In anderen Ländern
| Titel                                          | Land        | Sender    |
| ---------------------------------------------- | ----------- | --------- |
| Liefde voor muziek                             | Belgien     | vtm       |
| Toppen af Poppen                               | Dänemark    | TV2       |
| Sing meinen Song – Das Tauschkonzert           | Deutschland | VOX       |
| Laula mu laulu                                 | Estland     | Kanal 2   |
| Vain elämää                                    | Finnland    | Nelonen   |
| Stars au grand air                             | Frankreich  | TF1       |
| Hver gang vi møtes                             | Norwegen    | TV2       |
| Så mycket bättre                               | Schweden    | TV4       |
| Sing meinen Song – Das Schweizer Tauschkonzert | Schweiz     | TV24 / 3+ |
| A mi manera                                    | Spanien     | laSexta   |